# マラリンガのイギリス核実験

マラリンガのイギリス核実験場の位置（オーストラリア）

マラリンガのイギリス核実験（マラリンガのイギリスかくじっけん、英語: British nuclear tests at Maralinga）は、1956年から1963年にかけてオーストラリアのアデレードの北西約800 km（500マイル）にある南オーストラリア州のウーメラ立入制限区域の一部であるマラリンガ実験場で実施された。合計7回の核実験が実施され、おおよその核出力はTNT換算で1〜27キロトンの（4〜100テラジュール）の範囲であった。マラリンガ実験場では、1956年の「バッファロー作戦」と翌年の「アントラー作戦」の2度にわたる一連の核実験が実施された。
まずバッファロー作戦が行われて、これは4度の実験で構成された。One Tree（TNT換算12.9キロトン、54テラジュール）とBreakaway（TNT換算10.8キロトン、45テラジュール）を塔で爆発させ、Marcoo（TNT換算1.4キロトン、5.9テラジュール）は地上で爆発させ、Kite（TNT換算2.9キロトン、12テラジュール）はイギリス空軍（RAF）のビッカース ヴァリアント戦略爆撃機によって11,000メートル（35,000フィート）の高さから放出された。これは、初めて航空機から投下されたイギリスの核兵器であった。
バッファロー作戦に続いて1957年にアントラー作戦が行われ、新しい軽量の核兵器がテストされた。このシリーズでは、Tadje（TNT換算0.93キロトン、3.9テラジュール）、Biak （TNT換算5.67キロトン、23.7テラジュール）、およびTaranak（TNT換算26.6キロトン、111テラジュール）の3度の実験が実施された。最初の2度は塔の上で行われ、最後の実験は気球から吊り下げて行われた。Tadjeは収量を決定するためのトレーサーとしてコバルトペレットを使用したため、英国がコバルト爆弾を開発しているという噂が流れた。1956年から1963年の間、マラリンガ実験場は小規模な実験、核爆発を伴わない核兵器の構成要素の実験にも使用された。Kittensは中性子起爆剤の試験であり、RatsとTimsは核兵器の核分裂性物質ピットが高爆発性衝撃波によってどのように圧縮されるかを測定し、Vixenは原子兵器に対する火災や非核爆発の影響を調査した。こうした小規模な実験では、核兵器本体の実験よりも多くの汚染が発生した。
放射性廃棄物で汚染されたままの実験場跡地は、1967年に最初の浄化が試みられた。小規模および主要な実験の結果の調査を行ったマクレランド王立委員会は1985年に報告書を提出し、重大な放射線汚染がマラリンガの多くの場所に依然としてあることを発見、再度の浄化を勧告し、2000年に1億800万豪ドル（2018年の1億7,100万米ドルに相当）の費用を費やして完了した。跡地の安全性と、伝統的な土地の管理者であるアボリジニや元関係者の長期的な健康への影響についての議論が続いた。1994年、オーストラリア政府は、伝統的な所有者であるマラリンガチャルチャの人々に、1350万ドル（2018年には2370万ドルに相当）の補償金を支払った。ウーメラに残っている立ち入り禁止区域の最後の部分は、2014年に自由に出入りできるようになった。
1970年代後半までに、オーストラリアのメディアが英国の核実験を取り上げる方法が著しく変化した。一部のジャーナリストはこの主題を調査し、政治的監視がより厳しくなりった。ジャーナリストのブライアン・トホヘは、1978年10月の「オーストラリアン・ファイナンシャル・レヴュー」紙で、一部は流出した内閣の提出書類に基づいて、一連の記事を掲載した。 1993年6月、「ニュー・サイエンティスト」誌のジャーナリストであるイアン・アンダーソンは、「マラリンガでの英国の汚い行為」というタイトルの記事といくつかの関連記事を書いた。 2007年、アラン・パーキンソンが書籍『マラリンガ:オーストラリアの核廃棄物の隠蔽』で、マラリンガでの浄化の失敗を記録した。マラリンガの実験を題材とした曲は、ポール・ケリーやミッドナイト・オイル、アンダーソン・ブルーフォード・ウェイクマン・ハウによって作られた。

## 参照項目
- 核実験場
- マラリンガ（バッファロー作戦およびアントラー作戦）
- モンテベロ諸島（ハリケーン作戦）
- オーストラリアにおける核実験（英語版）